# هوراس جنکینز
هوراس جنکینز (انگلیسی: Horace Jenkins؛ زادهٔ ۱۴ اکتبر ۱۹۷۴) بازیکن بسکتبال اهل ایالات متحده آمریکا است.
از باشگاه‌هایی که در آن بازی کرده‌است می‌توان به دیترویت پیستونز، باشگاه ورزشی افس پیلسن، و ویرتوس رم اشاره کرد.